# Кашинська духовна семінарія
Кашинська духовна семінарія — середній навчальний заклад Відомства православного сповідання Російської імперії, що діяв з 1913 по осінь 1917 і готував священно- і церковнослужителів.

## Історія

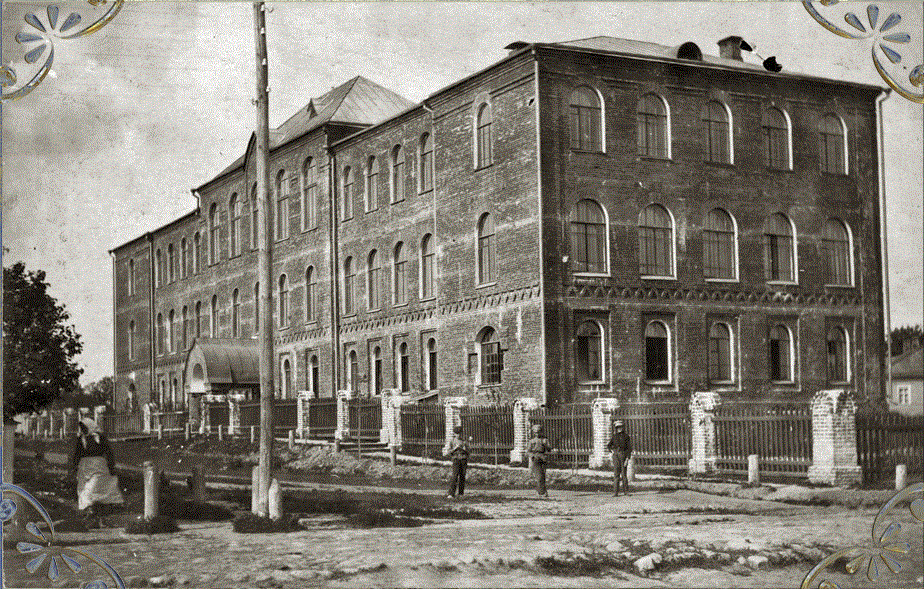
Кашинська духовна семінарія (1913–1917)

У січні 1913 почалися заняття в класі богословів.
Будівля семінарії була збудована на кошти купецької вдови Вончакової, за проектом архітектора Назарина.
Семінарія проіснувала по суті до осені 1917.
25 жовтня 1917 із Кашинської семінарії дали телеграму в Москву: «Прохання видати надбавки. Положення викладачів критичне. Благаємо екстренно».
У грудні 1917 будівлю семінарії зайнято Радою депутатів трудящих.
У 1918 в будівлі колишньої семінарії організували 2-гу совєцьку школу 2-го ступеня, а в 1930 — зооветтехнікум.

## Ректори
- Микола Кенарський (1917)

## Інспектори
- Мирон Ржепик (2 вересня 1915 — ?)

## Відомі учні
- Касіян Ярославський
- Петро Романовський[3]